# Jing-che
Jing-che (čínsky pchin-jinem Yĭng Hé, znaky 颖河) je řeka na východě ČLR v provinciích Che-nan a An-chuej. Je 543 km dlouhá.

## Průběh toku
Řeka protéká převážně rovinatou krajinou. Ústí zleva do Chuaj-che.

## Vodní režim
Řeka má monzunový režim s maximem v létě.

## Využití
Využívá se především na zavlažování. Na řece leží města Ťie-šan, Fu-jang, Jing-šang.